# راست یا دروغ (فیلم)
راست یا دروغ (به هندی: Right Yaaa Wrong) فیلمی است محصول سال ۲۰۱۰ و به کارگردانی نیراج پاتک است. در این فیلم بازیگرانی همچون سانی دئول، عرفان خان، کونکونا سن شارما، ایشا کوپیکار، آرین وحید، پاریکشیت سهنی ایفای نقش کرده‌اند.